# Superkommentar
Ein Superkommentar ist ein Kommentar zu einem Kommentar zu einem bestimmten Werk. Beispielsweise wurden im Mittelalter zahlreiche Superkommentare zu den Schriften des Aristoteles oder des Averroes verfasst. Auch grundlegende Kommentare zu religiösen Schriften (Raschis Kommentare zu Tanach und Talmud, Werke der Koranexegese usw.) haben zahlreiche Superkommentierungen erfahren.